# کریگ ادواردز (بازیکن فوتبال اهل انگلستان)
کریگ ادواردز (انگلیسی: Craig Edwards؛ زادهٔ ۸ ژوئیهٔ ۱۹۸۲) بازیکن فوتبال اهل بریتانیا است.
از باشگاه‌هایی که در آن بازی کرده‌است می‌توان به باشگاه فوتبال تاتنهام هاتسپر، باشگاه فوتبال ساوتند یونایتد، باشگاه فوتبال ردبریج، باشگاه فوتبال چلمزفورد سیتی، باشگاه فوتبال بیشاپس استورتفورد، باشگاه فوتبال بیلریکای، و باشگاه فوتبال گرایس اتلتیک اشاره کرد.